# Verrone
Verrone ist eine Gemeinde mit 1170 Einwohnern (Stand 31. Dezember 2023) in der italienischen Provinz Biella (BI), Region Piemont.
Die Nachbargemeinden sind Benna, Candelo, Cerrione, Gaglianico, Massazza, Salussola und Sandigliano.
Das Gemeindegebiet umfasst eine Fläche von acht km².